# A History of Gay Literature: The Male Tradition
A History of Gay Literature: The Male Tradition é um livro do Professor Gregory Woods publicado pela Yale University Press, de Londres, em 1998, que analisa a literatura de cariz homossexual, desde épocas remotas até aos autores gay da actualidade.
Trata-se da primeira grande obra analítica da literatura gay que cruza culturas (não se debruçando apenas sobre os autores e obras ocidentais), épocas e línguas, iniciando a discussão sobre o canon da literatura gay e salientando o papel central que os autores gay tiveram na literatura ocidental. 

## Crítica
Tendo sido inovadora esta obra foi alvo de crítica e polémica, sobretudo por incluir como homossexual toda a literatura que possa ser identificada como "gay" por um leitor gay contemporâneo.. Woods explica que o seu projeto foi o de divulgar o maior número possível de textos que possam interessar aos leitores gay e que o objetivo da crítica literária gay é toda a literatura e não só a que os críticos identificados como heterossexuais permitam que seja classificada como gay.